# Богомолов, Алексей Максимович
Алексей Максимович Богомолов (1 марта 1909, Москва — 11 января 1988, Москва) — майор Советской Армии, участник Великой Отечественной войны, Герой Советского Союза (1943).

## Биография
Алексей Богомолов родился 16 февраля (по новому стилю — 1 марта) 1909 года в Москве в рабочей семье. После окончания восьми классов школы и лётной школы Осоавиахима работал лётчиком в транспортном отряде Гражданского Воздушного Флота СССР в Москве. В 1930 году вступил в ВКП(б). В 1941 году был призван на службу в Рабоче-Крестьянскую Красную Армию, с началом Великой Отечественной войны на её фронтах. К июлю 1943 года гвардии майор Алексей Богомолов был заместителем командира эскадрильи 6-го гвардейского авиационного полка 6-й гвардейской авиационной дивизии 1-го гвардейского авиационного корпуса дальнего действия.
К июлю 1943 года Богомолов совершил 208 успешных боевых вылетов на бомбардировку военно-промышленных объектов в глубоком тылу противника, а также в уничтожении его живой силы и техники. Так, за время боевых вылетов Богомолова на аэродромах было уничтожено около 48 немецких самолётов.
Указом Президиума Верховного Совета СССР от 18 сентября 1943 года за «образцовое выполнение боевых заданий командования на фронте борьбы с немецко-фашистскими захватчиками и проявленные при этом мужество и героизм» гвардии майор Алексей Богомолов был удостоен высокого звания Героя Советского Союза с вручением ордена Ленина и медали «Золотая Звезда» за номером 1729.
После окончания войны Богомолов продолжил службу в Советской Армии. В 1956 году в звании майора был уволен в запас. Проживал в Москве, умер 11 января 1988 года, похоронен на Центральном кладбище города Долгопрудный Московской области.
Был также награждён тремя орденами Красного Знамени, орденами Отечественной войны 1-й степени и Красной Звезды, а также рядом медалей.